# هیروشی کاگاوا
هیروشی کاگاوا (به انگلیسی:Hiroshi Kagawa؛ به ژاپنی: 賀川 浩) (زادهٔ ۲۹ دسامبر ۱۹۲۴ – درگذشتهٔ ۵ دسامبر ۲۰۲۴) بازیکن فوتبال سابق و نویسنده اهل ژاپن بود..